# Wólka (województwo śląskie)
Wólka – wieś w Polsce położona w województwie śląskim, w powiecie częstochowskim, w gminie Koniecpol.
W latach 1975–1998 miejscowość należała administracyjnie do województwa częstochowskiego.